# Flexió verbal del català
La flexió verbal és el procés en què s'obté diferents formes d'un verb i els morfemes gramaticals que intervenen en la flexió, els morfemes flectius. En realitat, el que fa la flexió amb radical (nominal, verbal, adjectival…) és actualitzar-lo com a mot, és a dir, convertir una forma abstracta, emmagatzemada al lexicó en un mot susceptible d'aparèixer en un enunciat lingüístic.

## Models de conjugacions verbals
En català hi ha tres conjugacions verbals. La vocal temàtica caracteritza el verb com a pertanyent a una conjugació, i en general apareix en l'infinitiu al costat d'una –r, que és la desinència d'infinitiu pròpiament dita. Existeixen cinc models de conjugacions verbals.
| Conjugació | Vocal temàtica | Infinitius models |
| ---------- | -------------- | ----------------- |
| I          | -a-            | cant-a-r          |
| IIa        | -e-            | tém-e-r           |
| IIb        | -e-            | perd-r-e          |
| IIIa       | -i-            | serv-i-r          |
| IIIb       | -i-            | dorm-i-r          |

A la tercera conjugació, hi ha els verbs anomenats incoatius, com servir (model IIIa), que afegeixen un increment, anomenat pseudomorfema (-eix- en Català central, amb moltíssima variació dialectal), en determinades formes, i els verbs de conjugació pura, com dormir (model IIIb). D'aquests cinc models, la gran majoria de verbs segueixen el I o el IIIa (cantar i servir).
Sovint s'identifica la conjugació dels verbs per l'acabament d'infinitiu, però hi ha uns pocs casos de verbs irregulars en infinitius, que es caracteritzen, precisament, per l'absència de vocal temàtica. Aquests casos són, per exemple, "dir" i "dur", que provenen de verbs llatins de la segona conjugació (dicere i ducere). En podem reconèixer la conjugació pel gerundi, en la qual sí que trobem la vocal temàtica, tal com es pot observar que hi és en llatí.
| Infinitiu | Gerundi     | Vocal temàtica | Model conjugació |
| --------- | ----------- | -------------- | ---------------- |
| di + r    | di + e + nt | -e-            | II b             |
| du + r    | du + e + nt | -e-            | II b             |

ATENCIÓ: Des de fa uns pocs anys, l'Institut d'Estudis Catalans va modificar les nomenclatures de les conjugacions dels verbs per als dialectes de Catalunya. Aquí sota us oferim les diferències entre el model vell i el model nou de nomenclatures.
| MODIFICACIÓ DELS VERBS REGULARS                              | MODIFICACIÓ DELS VERBS REGULARS                              | MODIFICACIÓ DELS VERBS REGULARS               | MODIFICACIÓ DELS VERBS REGULARS               |
| NOMENCLATURA VELLA                                           | NOMENCLATURA VELLA                                           | NOMENCLATURA NOVA                             | NOMENCLATURA NOVA                             |
| Indicatiu                                                    | Subjuntiu                                                    | Indicatiu                                     | Subjuntiu                                     |
| Present                                                      | Present                                                      | Present                                       | Present                                       |
| ------------------------------------------------------------ | ------------------------------------------------------------ | --------------------------------------------- | --------------------------------------------- |
| canta                                                        | canti                                                        | canta                                         | canti                                         |
| Pretèrit indefinit (indicatiu) / Pretèrit perfet (subjuntiu) | Pretèrit indefinit (indicatiu) / Pretèrit perfet (subjuntiu) | Perfet                                        | Perfet                                        |
| ha cantat                                                    | hagi cantat                                                  | ha cantat                                     | hagi cantat                                   |
| Pretèrit imperfet                                            | Pretèrit imperfet                                            | Imperfet                                      | Imperfet                                      |
| cantava                                                      | hagi cantat                                                  | cantava                                       | cantés                                        |
| Pretèrit plusquamperfet                                      | Pretèrit plusquamperfet                                      | Plusquamperfet                                | Plusquamperfet                                |
| havia cantat                                                 | hagués cantat                                                | havia cantat                                  | hagués cantat                                 |
| Pretèrit perfet simple i pretèrit perfet perifràstic         | Pretèrit perfet simple i pretèrit perfet perifràstic         | Passat simple i passat perifràstic            | Passat simple i passat perifràstic            |
| cantà / va cantar (perifràstic)                              | vaig cantar (perifràstic)                                    | cantà / va cantar                             | vaig cantar                                   |
| Pretèrit plusquamperfet anterior perifràstic                 | Pretèrit plusquamperfet anterior perifràstic                 | Passat anterior i passat anterior perifràstic | Passat anterior i passat anterior perifràstic |
| va haver cantat                                              | vaig haver cantat                                            | va haver cantat                               | vaig haver cantat                             |
| Futur                                                        | Futur                                                        | Futur                                         | Futur                                         |
| cantarà                                                      | ---                                                          | cantarà                                       | ---                                           |
| Futur perfet                                                 | Futur perfet                                                 | Futur perfet                                  | Futur perfet                                  |
| haurà cantat                                                 | ---                                                          | haurà cantat                                  | ---                                           |
| Condicional                                                  | Condicional                                                  | Condicional                                   | Condicional                                   |
| cantaria                                                     | ---                                                          | cantaria                                      | ---                                           |
| Condicional perfet                                           | Condicional perfet                                           | Condicional perfet                            | Condicional perfet                            |
| hauria cantat                                                | ---                                                          | hauria cantat                                 | ---                                           |

A continuació es recullen totes les formes de la NOMENCLATURA VELLA d'ús general en els grans dialectes catalans següents: central (C), nord-occidental (N), rossellonès (R), valencià (V), valencià formal (VF), i balear (B). Cada un d'aquests presenta variacions en la morfologia verbal, i totes són considerades com a correctes i, per tant, part de la llengua normativa. Els verbs en cursiva són formes pertanyents a l'àmbit lingüístic específic de la seua àrea d'ús tradicional, mentre que la resta dels verbs són formes de l'àmbit general català, és a dir, es fan servir en dues o més àrees d'ús tradicional.
| VERBS REGULARS (nomenclatura vella) | VERBS REGULARS (nomenclatura vella) | VERBS REGULARS (nomenclatura vella) | VERBS REGULARS (nomenclatura vella) | VERBS REGULARS (nomenclatura vella) | VERBS REGULARS (nomenclatura vella) |
| Model I | Model II | Model II | Model IIIa | Model IIIa | Model IIIb |
| INFINITIU | INFINITIU | INFINITIU | INFINITIU | INFINITIU | INFINITIU |
| --- | --- | --- | --- | --- | --- |
| cantar1 | perdre | témer | patir | trair | dormir |
| GERUNDI | | | | | |
| cantant | perdent | tement | patint | traint | dormint |
| PARTICIPI | | | | | |
| cantat, cantada cantats, cantades | perdut, perduda perduts, perdudes | temut, temuda temuts, temudes | patit, patida patits, patides | traït, traïda traïts, traïdes | dormit, dormida dormits, dormides |
| INDICATIU | | | | | |
| Present | | | | | |
| - cantoC, canteV, cantB,N, cantiR 2 - cantes - canta - cantem, cantamB - canteu, cantauB - canten | - perdoC, perd B,V, perdiR - perds - perd - perdem - perdeu - perden | - temoC, tem B,V, temiR - tems - tem - temem - temeu - temen | - pateixoC, patixoN, patiscV, patescB, VF, pateixiR 3 - pateixes, patixesV - pateix, patixV - patim - patiu - pateixen, patixenV | - traeixoC, traïxoN, traïscV, traescB, VF, traeixiR - traeixes, traïxesV - traeix, traïxV - traïm - traïu - traeixen, traïxenV | - dormoC, dormB,V, dormiR - dorms - dorm - dormim - dormiu - dormen |
| Perfet | | | | | |
| - he cantat - has cantat - ha cantat - hem cantat - heu cantat - han cantat | - Idem | - Idem | - Idem | - Idem | - Idem |
| Pretèrit imperfet | | | | | |
| - cantava - cantaves - cantava - cantàvem - cantàveu - cantaven | - perdia - perdies - perdia - perdíem - perdíeu - perdien | - temia - temies - temia - temíem - temíeu - temien | - patia - paties - patia - patíem - patíeu - patien | - traïa - traïes - traïa - traíem - traíeu - traïen | - dormia - dormies - dormia - dormíem - dormíeu - dormien |
| Pretèrit plusquamperfet | | | | | |
| - havia cantat - havies cantat - havia cantat - havíem cantat - havíeu cantat - havien cantat | - Idem | - Idem | - Idem | - Idem | - Idem |
| Pretèrit perfet | | | | | |
| - cantí - cantares - cantà - cantàrem - cantàreu - cantaren | - perdí - perderes - perdé - perdérem - perdéreu - perderen | - temí - temeres - temé - temérem - teméreu - temeren | - patí - patires - patí - patírem - patíreu - patiren | - traí - traïres - traí - traírem - traíreu - traïren | - dormí - dormires - dormí - dormírem - dormíreu - dormiren |
| Pretèrit plusquamperfet anterior | | | | | |
| - haguí cantat - hagueres cantat - hagué cantat - haguérem cantat - haguéreu cantat - hagueren cantat | - Idem | - Idem | - Idem | - Idem | - Idem |
| Pretèrit perfet perifràstic | | | | | |
| - vaig cantar - vas/vares cantar - va cantar - vam/vàrem cantar - vau/vàreu cantar - van/varen cantar | - Idem | - Idem | - Idem | - Idem | - Idem |
| Pretèrit plusquamperfect anterior perifràstic | | | | | |
| - vaig haver cantat - vas/vares haver cantat - va haver cantat - vam/vàrem haver cantat - vau/vàreu haver cantat - van/varen haver cantat | - Idem | - Idem | - Idem | - Idem | - Idem |
| Futur | | | | | |
| - cantaré - cantaràs - cantarà - cantarem - cantareu - cantaran | - perdré - perdràs - perdrà - perdrem - perdreu - perdran | - temeré - temeràs - temerà - temerem - temereu - temeran | - patiré - patiràs - patirà - patirem - patireu - patiran | - trairé - trairàs - trairà - trairem - traireu - trairan | - dormiré - dormiràs - dormirà - dormirem - dormireu - dormiran |
| Futur perfet | | | | | |
| - hauré cantat - hauràs cantat - haurà cantat - haurem cantat - haureu cantat - hauran cantat | - Idem | - Idem | - Idem | - Idem | - Idem |
| Condicional | | | | | |
| - cantaria - cantaries - cantaria - cantaríem - cantaríeu - cantarien | - perdria 4 - perdries - perdria - perdríem - perdríeu - perdrien | - temeria - temeries - temeria - temeríem - temeríeu - temerien                                                                                                   | - patiria - patiries - patiria - patiríem - patiríeu - patirien | - trairia - trairies - trairia - trairíem - trairíeu - trairien | - dormiria - dormiries - dormiria - dormiríem - dormiríeu - dormirien |
| Condicional perfet | | | | | |
| - hauria, haguera cantat - hauries, hagueres cantat - hauria, haguera cantat - hauríem, haguérem cantat - hauríeu, haguéreu cantat - haurien, hagueren cantat                                                                                       | - Idem | - Idem | - Idem | - Idem | - Idem |
| | | | | | |
| SUBJUNTIU | | | | | |
| Present | | | | | |
| - canti, canteV - cantis, cantesV - canti, canteV - cantem - canteu - cantin, cantenV | - perdi, perdaV - perdis, perdesV - perdi, perdaV - perdem - perdeu - perdin, perdenV                                                                                             | - temi, temaV - temis, temesV - temi, temaV - temem - temeu - temin, temenV                                                                                       | - pateixi, patiscaN,V, patescaVF, B, patesquiB - pateixis, patisquesN,V, patesquesB, patesquisB - pateixi, patiscaN,V, patescaVF, B, patesquiB - patim, patiguemB - patiu, patigueuB - pateixin, patisquenN,V, patesquenVF, B, patesquinB | - traeixi, traïscaN,V, traescaVF, B, traesquiB - traeixis, traïsquesN,V, traesquesVF, B, traesquisB - traeixi, traïscaN,V, traescaVF, B, traesquiB - traïm, traïguemB - traïu, traïgueuB - traeixin, traïsquenN,V, traesquenVF, B, traesquinB | - dormi, dormaV - dormis, dormesV - dormi, dormaV - dormim, dormiguemB - dormiu, dormigueuB - dormin, dormenV                                                                     |
| Pretèrit imperfet | | | | | |
| - cantés, cantaraV, cantàsB - cantessis, cantaresV, cantessesB, cantassisB - cantés, cantaraV, cantàsB - cantéssim, cantàremV, cantéssemB, cantàssimB - cantéssiu, cantàreuV, cantésseuB, cantàssiuB - cantessin, cantarenV, cantessenB, cantassinB | - perdés, perderaV - perdessis, perderesV, perdessesB - perdés, perderaV - perdéssim, perdéremV, perdéssemB - perdéssiu, perdéreuV, perdésseuB - perdessin, perderenV, perdessenB | - temés, temeraV - temessis, temeresV, temessesB - temés, temeraV - teméssim, teméremV, teméssemB - teméssiu, teméreuV, temésseuB - temessin, temerenV, temessenB | - patís, patiraV - patissis, patiresV, patissesB - patís, patiraV, - patíssim, patíremV, patíssemB - patíssiu, patíreuV, patísseuB - patissin, patirenV, patissenB                                                                        | - traís, traïraV - traïssis, traïresV, traïssesB - traís, traïraV - traíssim, traíremV, traíssemB - traíssiu, traíreuV, traísseuB - traïssin, traïrenV, traïssenB                                                                             | - dormís, dormiraV - dormissis, dormiresV, dormissesB - dormís, dormiraV - dormíssim, dormíremV, dormíssemB - dormíssiu, dormíreuV, dormísseuB - dormissin, dormirenV, dormissenB |
| Pretèrit perfet perifràstic | | | | | |
| - vagi, vajaV cantar - vagis, vagesV cantar - vagi, vajaV cantar - vàgim, vàgemV cantar - vàgiu, vàgeuV cantar - vagin, vagenV cantar | - Idem | - Idem | - Idem | - Idem | - Idem |
| Perfet | | | | | |
| - Hagi, hajaV cantat - hagis, hagesV cantat - hagi, hajaV cantat - hàgim, hàgemV cantat - hàgiu, hàgeuV cantat - hagin, hagenV cantat | - Idem | - Idem | - Idem | - Idem | - Idem |
| Pretèrit plusquamperfet | | | | | |
| - Hagués, hagueraV, R cantat - Haguessis, haguesses, hagueresV, R cantat - Hagués, hagueraV, R cantat - Haguéssim, haguéssem, haguéremV, R cantat - Haguéssiu, haguésseu, haguéreuV, R cantat - Haguessin, haguessen, haguerenV, R cantat           | - Idem | - Idem | - Idem | - Idem | - Idem |
| Passat anterior perifràstic | | | | | |
| - vagi, vajaV haver cantat - vagis, vagesV haver cantat - vagi, vajaV haver cantat - vàgim, vàgemV haver cantat - vàgiu, vàgeuV haver cantat - vagin, vagenV haver cantat                                                                           | - Idem | - Idem | - Idem | - Idem | - Idem |
| IMPERATIU | | | | | |
| - canta - canti, canteV - cantem - canteu, cantauB - cantin, cantenV | - perd - perdi, perdaV - perdem - perdeu - perdin, perdenV | - tem - temi, temaV - temem - temeu - temin, temenV | - pateix, patixN,V - pateixi, patiscaN,V, patescaVF, patesquiB - patim, patiguemB - patiu, patigueuB - pateixin, patisquenN,V, patesquenVF, patesquinB                                                                                    | - traeix, traïxN,V - traeixi, traïscaN,V, traescaVF, traesquiB - traïm, traïguemB - traïu, traïgueuB - traeixin, traïsquenN,V, traesquenVF, traesquinB                                                                                        | - dorm - dormi, dormaV - dormim, dormiguemB - dormiu, dormigueuB - dormin, dormenV                                                                                                |